# 佐野文夫
佐野 文夫（さの ふみお、1892年（明治25年）4月18日 - 1931年（昭和6年）3月1日）は、日本の共産主義者で戦前の日本共産党（第二次共産党）幹部。

## 経歴
山形県米沢市生まれ。父は山口県立山口図書館長を務めた図書館学者・佐野友三郎。父の転勤に伴い、少年期を台湾、大分、山口で過ごす。第一高等学校に無試験で入り、菊池寛、井川(後の恒藤)恭、芥川龍之介と同級生となる。高校生時代、特にドイツ語に長け、在学中から西欧の哲学書を翻訳するほどの天才ぶりだった。この在学中に菊池寛との間でマント事件が起きた。事件の影響でいったん休学して山口県に帰り、キリスト教信徒伝道者・本間俊平の「感化」を促す施設で謹慎生活（秋吉台での大理石採掘）を送り、通常よりも遅れて1913年9月に第一高等学校を卒業した。本間家と佐野家の家族ぐるみの交際は20年近くに及んでいる。卒業後、東京帝国大学文科大学哲学科へ進む。在学中は第三次『新思潮』の創設に参加し、創刊号に「生を与ふる神 - 生命論三部作の一」という論文を発表した。しかし、1914年春に中退した。中退の事情について、当時芥川龍之介は井川恭に宛てた書簡で「何でも哲学科の研究室の本か何かもちだしたのを見つかって誰かになぐられて」と記している。
中退後に山口県に戻り、再び本間俊平の「感化」を促す施設で謹慎生活を送った。退院後は私立國學院の教員を務めた後、1918年に 大連にあった南満州鉄道の調査課図書館に就職した。1920年5月に、山口図書館長を務めていた父親が自殺する。1921年に満鉄を退社し、1922年に外務省情報部に入省するも、翌年退職した。この間、1922年に市川正一と『無産階級』を創刊した。 
1923年、徳田球一の要請を受け日本共産党（第一次）に入党、翌1924年の党協議会で解党を決議する。党再建のため再建ビューロー中央常任委員として残り、コミンテルン上海会議に荒畑寒村らと出席した。1926年12月に山形県の五色温泉で開かれた日本共産党第3回大会では中央委員長に選出された。1927年、日本共産党の使節団の一人としてモスクワを訪問し、コミンテルンの会合に出席した。モスクワ訪問時に赤の広場で他の日本共産党員たちとともに撮影された写真がモスクワで発見されている。しかし福本イズムに対する態度が一貫しないことを理由に、委員長を罷免される。
1928年の 三・一五事件で検挙された。1929年に獄中で事実上転向した。
1930年に仮出獄するが、1931年に死去。死因について、関口安義や東條文規は「肺結核」、2016年に日記を書籍化した『生きることにも心せき』においては「腹膜炎の悪化」としている。
墓所は多磨霊園。

## 人物
菊池寛は1918年11月に、マント事件後に佐野と会ったときのことを短編小説「青木の出京」として発表し、1928年12月・1929年1月にかけ連載したマント事件に関する随筆（「半自叙伝」の一篇）の中で、佐野を「頭のいい男であるが、どこか狂的な火のようなものを持っていた」と評した。また第一次共産党の関係者であった荒畑寒村、プロレタリア文学者の江口渙、労働運動研究者の山辺健太郎らは人格や行状、共産党指導者としての資質に批判的な見解を著書等で述べている。佐野と菊池寛の両名と親交のあった長崎太郎はマント事件の際、最初佐野から「菊池は破廉恥なことをしたために退学になった」と聞かされ、後日菊池から事件の真相を告げられて、改めて佐野を問い詰めても「菊池が、破廉恥をやったんだよ。何度言っても同じことだ」という反応を示したと記している。関口安義は佐野が「本質的にはやさしい人間」「決して根っからの悪人ではない」としながらも、「意志が弱く、弱点を見せまいと見栄を張ったり、嘘をついたりするところがあった」と評している。
2016年に、佐野が晩年に残した日記が『生きることにも心せき』のタイトルで刊行された。色川大吉が監修をおこなっている。この書籍の刊行に際して、色川や西部邁が佐野の人生を評価する文章を執筆している。

## 著書
- 『生きることにも心せき』NPO法人 GREEN PLAZA研究所、2016年。ISBN 4990890701。 - 遺稿の日記（1930年8月から死去直前までのもの）

出版者の吉田愛一郎は佐野の姪の長男に当たる（吉田の母は吉田千鶴）。

## 翻訳
- ニコライ・ブハーリン『転形期経済学』同人社書店、1925年
- フリードリッヒ・エンゲルス、カール・マルクス『フォイエルバッハ論』同人社書店、1925年　のち岩波文庫
- ローザ・ルクセンブルク『経済学入門』叢文閣、1926年 のち岩波文庫
- ウラジーミル・レーニン「戦争と社会主義」『レーニン著作集』第3巻 レーニン著作集刊行会、1926年
- ウラジーミル・レーニン『ロシア農村問題』希望閣、1927年
- ウラジーミル・レーニン「帝国主義戦争」『レーニン叢書』第10篇 レーニン著作集刊行会、1928年
- ウラジーミル・レーニン『唯物論と経験批判論 一反動哲学に関する批判的記要』岩波書店<岩波文庫>、1930 - 1931年
- ルートヴィヒ・アンドレアス・フォイエルバッハ『ヘーゲル哲学の批判』岩波書店<岩波文庫>、1933年

## 関連文献
- 西部邁「書評　第二次日本共産党委員長　佐野文夫の病床日記『生きることにも心せき』を読んで」『表現者』2016年9月号、MXエンターテインメント、210-211頁。
- 井上敏夫「佐野文夫の日記」『社会評論』2017年春号（No.188）、星雲社。
- 岸谷和「佐野文夫「日記」解説にかえて」2015年9月。